# 宋奇傑
宋奇傑，山西介休縣人，清朝政治人物。
順治三年（1646年），山西鄉試中舉。順治六年（1649年），登進士，授湖廣衡山縣知縣。